# Kharkiv KhAZ-30 ViS-3
Il ViS-3 (versione di produzione conosciuta come KhAZ-30 o ХАЗ-30) è un ultraleggero monomotore ad ala alta adatto come aereo da addestramento basico, prodotto dall'azienda ucraina Kharkiv State Aviation Plant negli anni duemila ed utilizzato nella forza aerea dell'Ucraina.

## Sviluppo
Il ViS-3 è un monoplano ultraleggero ad ala alta a due posti affiancati, convenzionalmente disposti. Ha volato per la prima volta l'8 ottobre 2006. Ul suo programma di test di volo ha portato il ViS-5 ad essere modificato per la produzione del KhAZ-30 (ХАЗ-30) costruito dall'impianto di aviazione statale di Kharkiv, apparso per la prima volta in pubblico il 22 maggio 2012. Il programma di sviluppo ha apportato piccole ma significative modifiche al design, principalmente nella rimozione dello sweep in avanti e nell'aggiunta di diedri e lembi. È per lo più di costruzione in metallo, sebbene le ali sono ricoperte di tessuto. Questi hanno bordi dritti a corda costante e sono rinforzati da un unico puntone aerodinamico su ciascun lato, sporgendosi in avanti dalla fusoliera inferiore all'ala.
La fusoliera è notevolmente poco profonda, con una lunga cabina vetrata davanti e dietro l'ala, sia sopra che ai lati. Un motore a quattro cilindri piatto Rotax 912 ULS da 73,5 kW (99 CV) nel muso aziona un'elica a tre pale. Il piano di coda rettangolare è ben arretrato; il ViS-3 ha ascensori bilanciati in massa, sviluppati sul ViS-5 per includere equilibri aerodinamici (tromba) e leggermente aumentati nell'arco. C'è un'alta pinna e un timone, anche lui a filo dritto ma spazzato; il timone ha un correttore di assetto prominente. Un sottocarro triciclo fisso ha gambe principali a sbalzo a molla e ruota anteriore girevole montata a sbalzo.

## Varianti
- ViS-3: primo prototipo che ha effettuato il primo volo l'8 ottobre 2006.
- ViS-5: prototipo di produzione. Ali non spazzate con alette e apertura 75 mm (3 pollici) in meno rispetto al ViS-3 e con una lunghezza maggiore di 145 mm (6 pollici).
- KhaZ-30 (ХАЗ-30): designazione del velivolo di produzione. 80 kg (176 lb) più pesante a vuoto, il 16% in più di capacità di carburante rispetto a ViS-3. Debutto pubblico il 22 maggio 2012.

## Utilizzatori
Ucraina
- Aeronautica militare ucraina[2][3]